# Liste der Monuments historiques in Saint-Aubert (Nord)
Die Liste der Monuments historiques in Saint-Aubert (Nord) führt die Monuments historiques in der französischen Gemeinde Saint-Aubert auf.

## Liste der Bauwerke
| Bezeichnung      | Beschreibung | Standort | Kennzeichnung | Schutzstatus | Datum | Bild |
| ---------------- | ------------ | -------- | ------------- | ------------ | ----- | ---- |
| Kirche St-Aubert |              | (Lage)   | PA00107799    | Classé       | 1920  |      |